# Gogol Mogol
Le Gogol Mogol (en russe : гоголь-моголь) est un dessert traditionnel originaire de Russie et des pays de l'ancien Empire russe (Pologne, Caucase, etc.). Issu de la cuisine juive ashkénaze, il est parfois appelé Kogel Mogel (du yiddish : גאָגל-מאָגל). Des desserts apparentés existent dans la cuisine norvégienne (eggedosis) ou allemande (Zuckerei).

## Composition
Il est composé de jaune d'œuf et de sucre. On y rajoute parfois du rhum ou du brandy (cognac arménien, par exemple) ou parfois de la vanille.
Il est généralement consommé au petit déjeuner, en guise de boisson ou en y trempant du pain. Bien qu'il soit devenu populaire dans les centres urbains, sa recette était déjà connue des agriculteurs.